# Cous Cous (musikalbum)
Cous Cous är ett musikalbum av Björn J:son Lindh utgivet i november 1972 på Metronome Records. Albumet som var Lindhs tredje soloalbum blev en försäljningsframgång och låg på Kvällstoppen i sex veckor där det som bäst nådde en femtondeplats. Albumet gavs även ut i USA och delar av Europa. Senare under 1970-talet kom det ut i en andra utgåva och 1990 släpptes det som CD.
Albumet spelades in i Metronome Studio i Stockholm under juli till och med oktober 1972. Bland övriga medverkande musiker på skivan återfinns bland andra Janne Schaffer (gitarr), Palle Danielsson (bas) och Ola Brunkert (trummor).

## Låtlista
1. "My Machine"
2. "Good Time Charlie's Got The Blues"
3. "Bobo"
4. "El Henna"
5. "Kiki"
6. "Elastic Springtime"
7. "The Booster Pump"
8. "Abdo"